# Pass rail
Le Pass Rail était un forfait mensuel nominatif de la Société nationale des chemins de fer français (SNCF) permettant de voyager à l'été 2024 sur n'importe quel Intercités ou TER de France et certains à l'international et ce de manière illimitée pour une somme de 49 euros par mois. Ce pass reprend le concept du Deutschlandticket en Allemagne.

## Historique

### Les débuts
Ce pass a été annoncé le jeudi 7 septembre 2023 par Clément Beaune, le ministre délégué aux Transports. Il souhaite aussi que ce pass s'applique aux bus, métros et tramways dans les grandes villes.
D'après le ministre, des discussions devront commencer d'ici le mois de septembre avec les régions pour mettre en place ce dispositif.
À compter du 8 février 2024, Patrice Vergriete devient ministre délégué chargé des transports dans le gouvernement Gabriel Attal et prend la suite du projet du Pass Rail.
Le 6 mars 2024, au Sénat, en réponse à une question posée par Franck Dhersin, Patrice Vergriete déclare que le Pass Rail sera destiné uniquement aux jeunes et expérimenté à partir de l'été 2024.
Le 3 avril 2024 au matin, sur France Info, Patrice Vergriete, le ministre délégué chargé des transports, indique que le Pass Rail ne sera pas opérationnel pour 2024, en raison de l'absence d'accords avec trois régions (Hauts-de-France, Auvergne-Rhône-Alpes et Normandie). Le 3 avril 2024 en fin de journée, Patrice Vergriete annonce qu'un accord a été trouvé avec toutes les régions concernées pour la mise en place du Pass Rail. La région Île-de-France n'est pas incluse dans le Pass Rail en 2024. Emmanuel Macron annonce le 4 juin 2024 que le Pass Rail sera disponible dès le lendemain.
Le budget alloué au Pass Rail serait de 15 millions d'euros dont l'État financerait 80 %.

### Mise en place
Disponible à la vente, à partir du 5 juin 2024, uniquement sur Internet sur les agences de voyage en ligne SNCF Connect et Trainline, le Pass Rail n'était accessible qu'aux moins de 28 ans et au plus de 16 ans, avec un forfait mensuel à 49 euros, en juillet et en août, permettant de se déplacer en France et en parcours transfrontaliers vers ou depuis Monaco, la Suisse (Bâle, Genève et Vallorbe) et l'Italie (Vintimille) et ce de manière illimitée, via les TER et les Intercités (dont Intercités de nuit). Les TERGV, Ouigo, TGV inOui, Eurostar, TGV Lyria, RER et Transiliens en Île-de-France ne sont pas inclus dans le Pass Rail,. Le gouvernement s'attend, au 5 juin 2024, à la vente de 60 000 Pass Rail.

### Résultats
L'État s'attendait à vendre 700 000 Pass Rail mais seulement 235 000 ont été vendus. Le Pass Rail a été utilisé pour prendre 1,9 million de billets de train ou d'autocar : ce qui fait une moyenne de 8 billets vendus par Pass Rail vendu.
Le 23 avril 2025, le gouvernement annonce que le Pass Rail ne sera pas renouvelé pour l'été 2025.

## Réactions
Franck Dhersin, le vice-président des Hauts-de-France chargé des transports, a déclaré sur France Info : « Le président de la République a souvent de très bonnes idées, mais il faut surtout qu’il arrête d’avoir des idées avec le pognon des collectivités locales. ». Il note que sa région dépense déjà 530 millions d’euros par an pour faire rouler ses TER, subventionnés à 75 %.

## Ailleurs en Europe
Dans l'Union européenne, des équivalents au Pass Rail existent. En Allemagne, le Deutschlandticket — dont la France s'est inspirée pour créer le Pass Rail — existe depuis le 1er mai 2023, est à 49 euros par mois pour tous les âges et concerne les trains régionaux et les transports urbains publics. Au Portugal, un pass existe depuis août 2023 pour 49 euros mensuels et s'applique aux trains régionaux du pays. En Autriche, le Klimaticket est un pass annuel, lancé fin 2021, qui concerne tous les transports publics (y compris les grandes lignes) pour un prix de 1 095 euros par an (91,25 euros par mois) et 821 euros (68 euros par mois) pour les moins de 25 ans, les plus de 65 ans et les personnes en situation de handicap.